# Pleinfeld
Pleinfeld – gmina targowa w Niemczech, w kraju związkowym Bawaria, w rejencji Środkowa Frankonia, w powiecie Weißenburg-Gunzenhausen. Leży około 8 km na północ od Weißenburg in Bayern, nad rzeką Schwäbische Rezat, przy drodze B2 i linii kolejowej Monachium/Augsburg – Berlin i Nördlingen – Pleinfeld.

## Dzielnice
W skład gminy wchodzą następujące dzielnice: Hüssingen, Ostheim i Westheim.
| - Allmannsdorf - Birklein - Dorsbrunn - Engelreuth - Erlingsdorf - Gündersbach - Hohenweiler - Kemnathen - Kleinweingarten - Mannholz | - Mischelbach - Ramsberg - Regelsberg - Roxfeld - Sandsee - Sankt Veit - Stirn - Veitserlbach - Walkerszell - Walting |

W miejscowości jest stacja kolejowa Pleinfeld.